# Dicée d'Everett
Pachyglossa everetti
Espèce
Statut de conservation UICN

 NT  : Quasi menacé
Le Dicée d'Everett (Dicaeum everetti) est une espèce de passereaux d'Insulinde placée dans la famille des Dicaeidae.

## Répartition
On le trouve au Brunei, Indonésie et Malaisie.

## Habitat
Il habite les forêts humides tropicales et subtropicales en plaine et les mangroves.
Il est menacé par la perte de son habitat.